# Abdelkader El Mouaziz
Abdelkader El Mouaziz (Settat, 1 januari 1969) is een Marokkaanse langeafstandsloper, die zich op de marathon gespecialiseerd heeft.

## Loopbaan
El Mouaziz won in 1999 en 2001 de marathon van Londen en in 2000 de New York City Marathon.
Op de Olympische Spelen van Sydney werd El Mouaziz zevende en op het wereldkampioenschap marathon in Edmonton zesde.
Zijn persoonlijke record van 2:06.46 liep hij in de Chicago Marathon in 2002 en behaalde hiermee een vijfde plaats. El Mouaziz is de loper met de meeste tijden onder de 2:11. In totaal bleef hij tot zeventien keer onder deze grens.

## Persoonlijke records
Baan
| Onderdeel | Prestatie | Datum       | Plaats  |
| --------- | --------- | ----------- | ------- |
| 3000 m    | 8.32,43   | 3 juni 2001 | Livorno |
| 5000 m    | 14.17,70  | 2 juni 2001 | Livorno |

Weg
| Onderdeel      | Prestatie | Datum           | Plaats   |
| -------------- | --------- | --------------- | -------- |
| halve marathon | 1:01.06   | 28 maart 2004   | Azpeitia |
| 30 km          | 1:29.00   | 14 april 2002   | Londen   |
| marathon       | 2:06.46   | 13 oktober 2002 | Chicago  |

## Palmares

### halve marathon
- 1991:  halve marathon van Los Palacios - 1:03.18
- 1992:  halve marathon van Jerez - 1:03.54
- 1992:  halve marathon van Córdoba - 1:04.06
- 1992:  halve marathon van Los Palacios - 1:03.44
- 1993:  halve marathon van Jerez - 1:05.42
- 1993:  halve marathon van Córdoba - 1:04.48
- 1993:  halve marathon van Los Palacios - 1:03.56
- 1994:  halve marathon van Oruna de Pielagos - 1:04.46
- 1994: 34e WK - 1:03.11
- 1994:  halve marathon van Córdoba - 1:05.27
- 1995:  halve marathon van Córdoba - 1:02.46
- 1997: 5e halve marathon van Vitry-sur-Seine - 1:01.58
- 1998:  Roma-Ostia - 1:02.25
- 1998:  halve marathon van St Denis - 1:03.37
- 2000: 10e halve marathon van Malmö - 1:02.08
- 2004:  halve marathon van Azpeitia - 1:01.06
- 2005: 4e Great North Run - 1:02.32
- 2006:  halve marathon van Göteborg - 1:02.14
- 2007: 6e halve marathon van Málaga - 1:04.25
- 2007:  halve marathon van Cantalejo - 1:03.41
- 2007:  halve marathon van Granada - 1:07.01

### marathon
- 1994:  marathon van Jerez - 2:15.45
- 1994:  marathon van Madrid - 2:17.39
- 1995: 10e marathon van Rotterdam - 2:14.45
- 1996:  marathon van Marrakesh - 2:09.50
- 1996: 44e OS - 2:20.39
- 1996:  marathon van Venetië - 2:11.26
- 1997:  marathon van Marrakesh - 2:09.50
- 1997: 4e New York City Marathon - 2:10.04
- 1997: DNF WK
- 1998:  Londen Marathon - 2:08.07
- 1999: 7e New York City Marathon - 2:10.28
- 1999:  Londen Marathon - 2:07.57
- 1999:  marathon van Marrakesh - 2:08.15
- 2000:  Londen Marathon - 2:07.33
- 2000:  New York City Marathon - 2:10.09
- 2000: 7e OS - 2:13.49
- 2001: 6e WK - 2:15.41
- 2001:  Londen Marathon - 2:07.11
- 2002: 5e Chicago Marathon - 2:06.46
- 2002: 4e Londen Marathon - 2:06.52
- 2003: 6e Londen Marathon - 2:08.03
- 2003: 6e Chicago Marathon - 2:09.38
- 2004: 7e Londen Marathon - 2:09.42
- 2005: 5e Londen Marathon - 2:09.03
- 2005: 5e marathon van Fukuoka - 2:12.12
- 2006: 11e marathon van Londen - 2:10.24
- 2006: 6e marathon van Seoel - 2:13.28
- 2007:  marathon van San Sebastian - 2:12.41